# Marcus Bergholtz
Marcus Edvin Bergholtz (Örkelljunga, 15 dicembre 1989) è un calciatore svedese, centrocampista dell'IFK Rössjöholm.

## Carriera

### Club
Bergholtz cominciò la carriera con la maglia dell'Helsingborg, debuttando nella Allsvenskan il 10 aprile 2008, sostituendo Marcus Lantz nella vittoria per 2-0 sul Ljungskile. Nel corso del 2010, fu ceduto in prestito allo Ängelholm.
L'anno successivo, fu ceduto con la stessa formula ai norvegesi dello Stabæk. Il 13 agosto 2011 poté così esordire nella Tippeligaen, subentrando ad Alain Junior Ollé Ollé nella vittoria per 2-0 sullo Strømsgodset.
Nell'agosto 2012 si trasferì a titolo definitivo all'Öster, con cui trovò una promozione che gli permise di tornare a giocare in Allsvenskan l'anno successivo. Nel 2014 Bergholtz e la sua squadra disputarono nuovamente la Superettan, che si concluse con la seconda retrocessione in due anni: il giocatore si svincolò, complice la scadenza del contratto. Nel gennaio 2015 fece ritorno all'Ängelholm, dove già aveva giocato in prestito durante parte della stagione 2010.
Giocò poi per un biennio nell'Ängelholm in Superettan, poi un anno in terza serie all'Utsiktens BK prima di tornare a calcare i campi della Superettan con l'ingaggio da parte del GAIS.

## Palmarès

### Club

#### Competizioni nazionali
- Coppa di Svezia: 1

Helsingborg: 2010
- Supercoppa di Svezia: 2

Helsingborg: 2011, 2012